# Folke Nilsson
Holger Johan Folke Nilsson, född 4 mars 1914 i Föreberg i Slätthögs församling i Kronobergs län, död 16 juni 1987 i Härlanda församling i Göteborg, var en svensk målare, tecknare och grafiker.
Han var son till lantbrukaren Johan Nilsson och Sally Johansson. Han studerade konst vid Hovedskous målarskola i Göteborg 1948–1955. Tillsammans med Åke Carlsson ställde han ut på Metropol i Malmö 1954 och tillsammans med Gudrun Arninge i Göteborg 1956. Han medverkade i Göteborgs konstförenings Decemberutställnigar på Göteborgs konsthall och Föreningen Graphicas utställning Ung grafik som visades på Lunds konsthall 1959. Separat ställde han bland annat ut i Göteborg och Skara. Hans konst består av krokiteckningar och landskapskildringar. Nilsson är representerad vid bland annat Kalmar konstmuseum.